# Jednadžba s apsolutnom vrijednosti
U postupku rješavanja jednadžbe traži se vrijednost nepoznate veličine koja udovoljava uvjetima koje postavlja jednadžba. Ako se nepoznata veličina nalazi pod znakom apsolutne vrijednosti, tada će to u rješavanje jednadžbe unijeti neke nove odnose.

## Apsolutna vrijednost broja i nepoznate veličine
Apsolutna vrijednost realnog broja a je izraz |a| koji određuje veličinu broja bez obzira na pozitivan ili negativan predznak. Za svaki realni broj a apsolutna vrijednost broja ili modul od a je definiran kao
{\displaystyle |a|={\begin{cases}a,&{\mbox{ako }}a\geq 0\\-a,&{\mbox{ako }}a<0.\end{cases}}} .
Na isti način apsolutna vrijednost realne nepoznate veličine x je izraz |x| gdje je apsolutna vrijednost nepoznate veličine definirana kao
{\displaystyle |x|={\begin{cases}x,&{\mbox{ako }}x\geq 0\\-x,&{\mbox{ako }}x<0.\end{cases}}} .

## Jednadžba s jednim izrazom apsolutne vrijednosti

### Jednostavna jednadžba
Jednadžba je zadata na način da se nepoznata veličina x nalazi pod znakom apsolutne vrijednosti: 
{\displaystyle |x|-2=0\,}
Iz jednadžbe slijedi da je: 
{\displaystyle |x|=2\,}
te slijede i rješenja jednadžbe:
{\displaystyle x_{1}=2,x_{2}=-2\,},
gdje oba rješenja udovoljavaju uvjetu jednadžbe.

### Složenija jednadžba
Jednadžba može biti i zadata u nešto složenijem obliku:
{\displaystyle |2x+4|-6=0\,}
odakle najprije slijedi da je:
{\displaystyle |2x+4|=6\,}
Temeljem definicije apsolutne vrijednosti nepoznate veličine postoje dvije mogućnosti
{\displaystyle a)\,} {\displaystyle 2x+4=6\,}
odakle slijedi da je:
{\displaystyle x_{1}=1\,}
te
{\displaystyle b)\,} {\displaystyle -(2x+4)=6\,}
odakle slijedi redom:
{\displaystyle -2x-4=6\,}
{\displaystyle -2x=10\,}
te je drugo rješenje jednadžbe:
{\displaystyle x_{2}=-5\,}

## Jednadžba s dva izraza apsolutne vrijednosti
Jednadžbe gdje se nepoznata veličina nalazi pod dva znaka apsolutnih vrijednosti, imat će općenito veći broj rješenja od kojih, obzirom na prirodu apsolutne vrijednosti broja, neka možda i neće zadovoljavati početnu jednadžbu.
Neka je jednadžba zadana u obliku:
{\displaystyle ||x+2|-4|=6\,}
Temeljem definicije apsolutne vrijednosti nepoznate veličine postoje dvije mogućnosti:
{\displaystyle a)\,}{\displaystyle +(|x+2|-4)=6\,}
{\displaystyle b)\,} {\displaystyle -(|x+2|-4)=6\,}
Iz jednadžbe {\displaystyle a)} slijede daljnje dvije mogućnosti:
{\displaystyle a_{1})\,} {\displaystyle x+2-4=6\,}
{\displaystyle a_{2})\,} {\displaystyle -x-2-4=6\,}. 
Iz jednadžbe {\displaystyle a_{1})} slijedi prvo rješenje:
{\displaystyle x_{1}=8\,},
a iz jednadžbe {\displaystyle a_{2})} slijedi drugo rješenje:
{\displaystyle x_{2}=-12\,}.
Iz jednadžbe {\displaystyle b)} slijede druge dvije mogućnosti:
{\displaystyle b_{1})\,} {\displaystyle -(x+2-4)=6\,}
{\displaystyle -x-2+4=6\,}
{\displaystyle -x=4\,}
{\displaystyle x_{3}=-4\,}
i
{\displaystyle b_{2})\,} {\displaystyle -(-(x+2)-4)=6\,}
{\displaystyle -(-x-2-4)=6\,}
{\displaystyle x+2+4=6\,}
{\displaystyle x+2+4=6\,}
{\displaystyle x_{4}=0\,}
Prvo i drugo rješenje očito zadovoljava početnu jednadžbu, dok treće i četvrto rješenje ne zadovljava.